# Зайдман, Борис
Борис Зайдман (ивр. בוריס זיידמן‎; род. 1963, Кишинёв) — израильский писатель.
Учился в художественной школе в Кишинёве. В 1975 году в возрасте 12 лет репатриировался с родителями в Израиль. Учился в академии искусств «Бецалель». Работал копирайтером и арт-директором в рекламных агентствах (Adler-Chomsky, Tamir Cohen, Shalmor Avnon Amichai), был посланником Сохнута в Кишинёве. Начал публиковать рассказы на иврите в конце 1990-х годов.
Дебютный роман «Хемингуэй и ливень мёртвых птиц» (Хемингуэй ве-гешем ха-ципорим ха-метот) был опубликован в 2007 году и переведён на немецкий, итальянский, французский и испанский языки. Вошёл в шорт-лист литературной премии имени Сапира (2008). Второй роман «Рассечённый язык» (Сафа шасуа) вышел в 2010 году.
Выполнил перевод «Капитанской дочки» А. С. Пушкина на иврит (2010).
Живёт в Рамат-Авиве и в посёлке Мисгав в Галилее. Преподаёт визуальную коммуникацию и графический дизайн.

## Книги
- המינגווי וגשם הציפורים המתות
- שפה שסועה
- Hemingway und die toten Vögel. Aus dem Hebr. von Mirjam Pressler. Берлин: Berlin Verlag, 2008.
- Hemingway et la pluie des oiseaux morts. Traduit de l’hébreu par Jean-Luc Allouche. Париж: Gallimard, 2008.
- Hemingway e la pioggia di uccelli morti. Traduzione di Elena Loewenthal. Милан: Il Saggiatore, 2008.
- Hemingway y la lluvia de pájaros muertos. Мадрид: Errata Naturae, 2011.